# Albert Ferenz

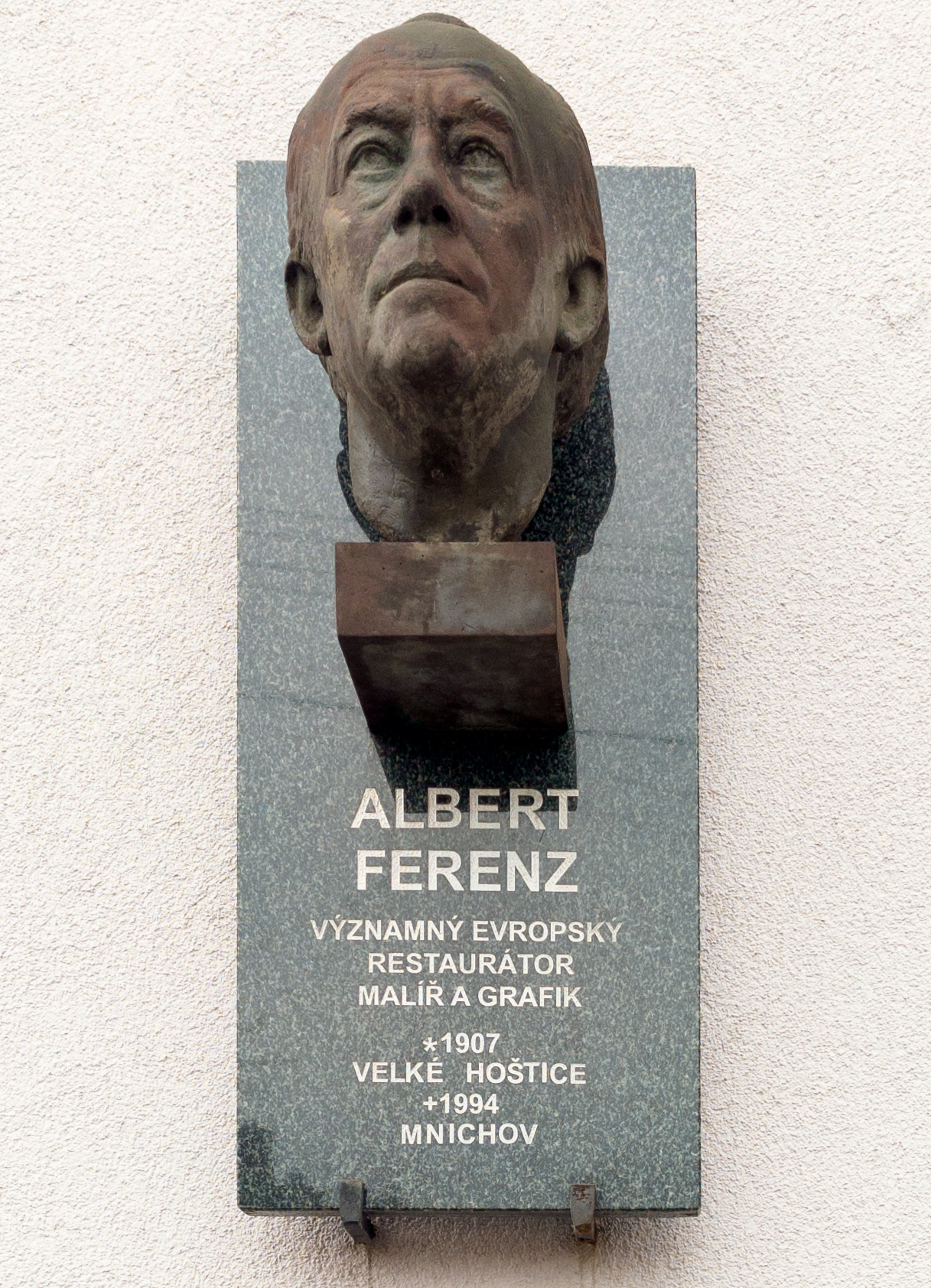
Büste von Albert Ferenz an der Wand des Gemeindeamtes in Groß Hoschütz

Albert Ferenz (* 2. Dezember 1907 in Groß Hoschütz; † 16. März 1994 in München) war ein deutscher Maler und Restaurator aus dem Sudetenland.

## Leben
Albert Ferenz besuchte zunächst die Volksschule, anschließend die deutsche Bürgerschule in Velké Hoštice.
Zwischen 1921 und 1926 machte er unter Raimund Alt eine Lehre im Dekorationsmalerhandwerk und studierte nach bestandener Gesellenprüfung ab 1926 Kunst an der Kunstgewerbeschule Breslau. Dort erhielt er Unterricht bei Gebhard Uttinger und Ludwig Peter Kowalski.
Ferenz strebte eine Ausbildung bei dem expressionistischen Professor Otto Mueller an, musste aber wegen des plötzlichen Todes des Künstlers seine Studien anderweitig fortsetzen. So ging er in den Jahren 1931 bis 1936 an die Akademie der Bildenden Künste in Wien, wo er von Hans Larwin in allgemeiner Malerei, von Robert Eigenberger in Restaurierung und von Hans Martin in Radiertechnik unterrichtet wurde. Daneben lernte er die Restauration von Fresken bei Eduard Kling.
Ferenz lebte zwischen 1936 und 1942 als freischaffender Künstler in Opava (Troppau). Hier arbeitete er unter anderem an der Restaurierung der Fresken von Josef Matthias Lassler und Franz Anton Sebasini und in der Opavaer Jesuitenkirche.
Während seines Kriegsdienstes zwischen 1942 und 1945 geriet Ferenz in sowjetische Kriegsgefangenschaft. Anschließend kehrte er nach Wien zurück. Unter anderem restaurierte er Gemälde der Alten Galerie am Landesmuseum Joanneum in Graz.
1952 übersiedelte Ferenz nach München, wo er 1958 die Künstlervereinigung Die Unabhängigen gründete. 1953 beteiligte er sich in der DDR mit zwei Ölgemälden an der Dritten Deutschen Kunstausstellung in Dresden.
Er erhielt mehrfach Auszeichnungen, darunter 1980 den Seerosenpreis für bildenden Kunst der Stadt München, ebenfalls 1980 den Oberschlesischen Kulturpreis des Landes Nordrhein-Westfalen sowie 1987 den Schwabinger Kunstpreis für Malerei und Grafik der Stadt München. 1979 wurde er zum ordentlichen Mitglied der Sudetendeutschen Akademie der Wissenschaften und Künste, Klasse der Künste und Kunstwissenschaften, berufen.
Ferenz starb 1994 nach schwerer Krankheit; sein Frühwerk ist heute verschollen.